# Шостак Микола Григорович
Микола Григорович Шостак (4 листопада 1927 р. с. Новотроїцьке Бердянського р-ну Запорізької обл. — 11 листопада 2001 р. м. Донецьк) — радянський та український інженер-конструктор.

## Біографія
1948 року закінчив Таганрозький технікум сільгоспмашинобудування. 1955 року закінчив Мелітопольський інститут механізації сільського господарства.
Протягом 1948–1953 років на Донецькому заводі точного машинобудування пройшов трудовий шлях від бригадира слюсарів-ремонтників до інженера-конструктора. З 1955 року по 1957 рік викладав в Новобузькому технікумі механізації сільського господарства. Понад 40 років, з 1957 року по останні дні свого життя працював в проектно-конструкторському інституті «ДОНДІПРОВУГЛЕМАШ».
За період своєї роботи в інституті пройшов творчий шлях від інженера-конструктора до головного конструктора проекту та своєю участю зробив великий внесок у створення вугільних машин для механізації виймання пластів: ДУН, УКРЮ «Темп», КМД-72, щитових агрегатів АЩ та АНЩ. Під керівництвом та за безпосередньої участі було створено вугільний комбайн «Смена». Брав активну участь у створенні вугледобувних машин нового покоління: очисних комбайнів УДК200, КДК500, скребкових конвеєрів КСД 26, КСД 27, КСД 28.
За творчу участь в створенні вугільного комбайну «Темп» 1968-го року нагороджений бронзовою медаллю ВДНХ.
Є автором низки патентів.